# Gymnosiphon neglectus
Gymnosiphon neglectus är en enhjärtbladig växtart som beskrevs av Fredrik Pieter Jonker. Gymnosiphon neglectus ingår i släktet Gymnosiphon och familjen Burmanniaceae.
Artens utbredningsområde är Java. Inga underarter finns listade i Catalogue of Life.